# Pinyegai járás

A Pinyegai járás az Arhangelszki területen

A Pinyegai járás (oroszul Пинежский муниципальный район) Oroszország egyik járása az Arhangelszki területen. Székhelye Karpogori.

## Népesség
- 1989-ben 40 486 lakosa volt.
- 2002-ben 33 516 lakosa volt.
- 2010-ben 26 978 lakosa volt.